# Satori
Satori je kratko lahko nekaj sekundno doživetje popolnega miru v telesu, kar pomeni, da v nas v tem času ni nobene misli, kar posledično pomeni, da ni čustev, kar dalje posledično pomeni, da ni prostora za kakršnokoli ne-ravnovesje, ne-harmonijo ali ne-zdravje... Torej popolni absolutni mir, ki ga ZEN budisti iščejo med meditacijo pa tudi med vsakdanjimi opravili in to neprestano. Neprekinjeno konstantno doživljanje Satori-ja bi lahko poimenovali razsvetljenje. Satori učenec doživlja z občasnimi prehodi iz mišljenskega hrupa v absolutno mirnost in mogočnost. Človek med meditacijo išče Satori oz. absolutni mir in tihoto v sebi. Naše mišljenje namreč neprestano deluje in cilj menihov je zaznati in nato podaljševati tisto v začetku kratko praznino med eno in drugo mislijo. Vse dokler ta praznina ali ta mir ne traja večno. Z drugimi besedami je to praznjenje uma!
Veličina in mogočnost nenadne absolutne zavestne navzočnosti v tem sedanjem trenutku ZDAJ IN TUKAJ ali z drugimi besedami nenaden dotik Satori-ja, ki ga posameznik doživi prvič, ne pusti nobenega človeka ravnodušnega. To absolutno stanje miru in popolne harmonije je sicer naravno stanje človeka, a vendar nas že eno tako zavedno doživetje te popolne spokojnosti torej Satori-ja lahko zgolj za nekaj sekund, za vedno spremeni.